# Apatania cedri
Apatania cedri är en nattsländeart som beskrevs av Malicky och Dia 1997. Apatania cedri ingår i släktet Apatania och familjen Apataniidae. Inga underarter finns listade i Catalogue of Life.